# Oštra Luka
Pour les articles homonymes, voir Oštra Luka (Donji Žabar) et Oštra Luka (Orašje).
Oštra Luka (en serbe cyrillique : Оштра Лука) est une localité et une municipalité de Bosnie-Herzégovine située dans la république serbe de Bosnie. Selon les premiers résultats du recensement bosnien de 2013, la localité intra muros compte 817 habitants et la municipalité 2 997.

## Géographie
La municipalité d'Oštra Luka est entourée par celles de Novi Grad (Bosanski Novi) et Prijedor au nord, Banja Luka à l'est, Ribnik au sud, Sanski Most au sud et à l'ouest et Bosanska Krupa à l'ouest.

## Histoire
La municipalité d'Oštra Luka a été officiellement créée en 2004, sur le territoire de la municipalité de Sanski Most ; elle a été rattachée à la république serbe de Bosnie, tandis que Sanski Most fait partie du canton d'Una-Sana au sein de la fédération de Bosnie-et-Herzégovine.

## Localités

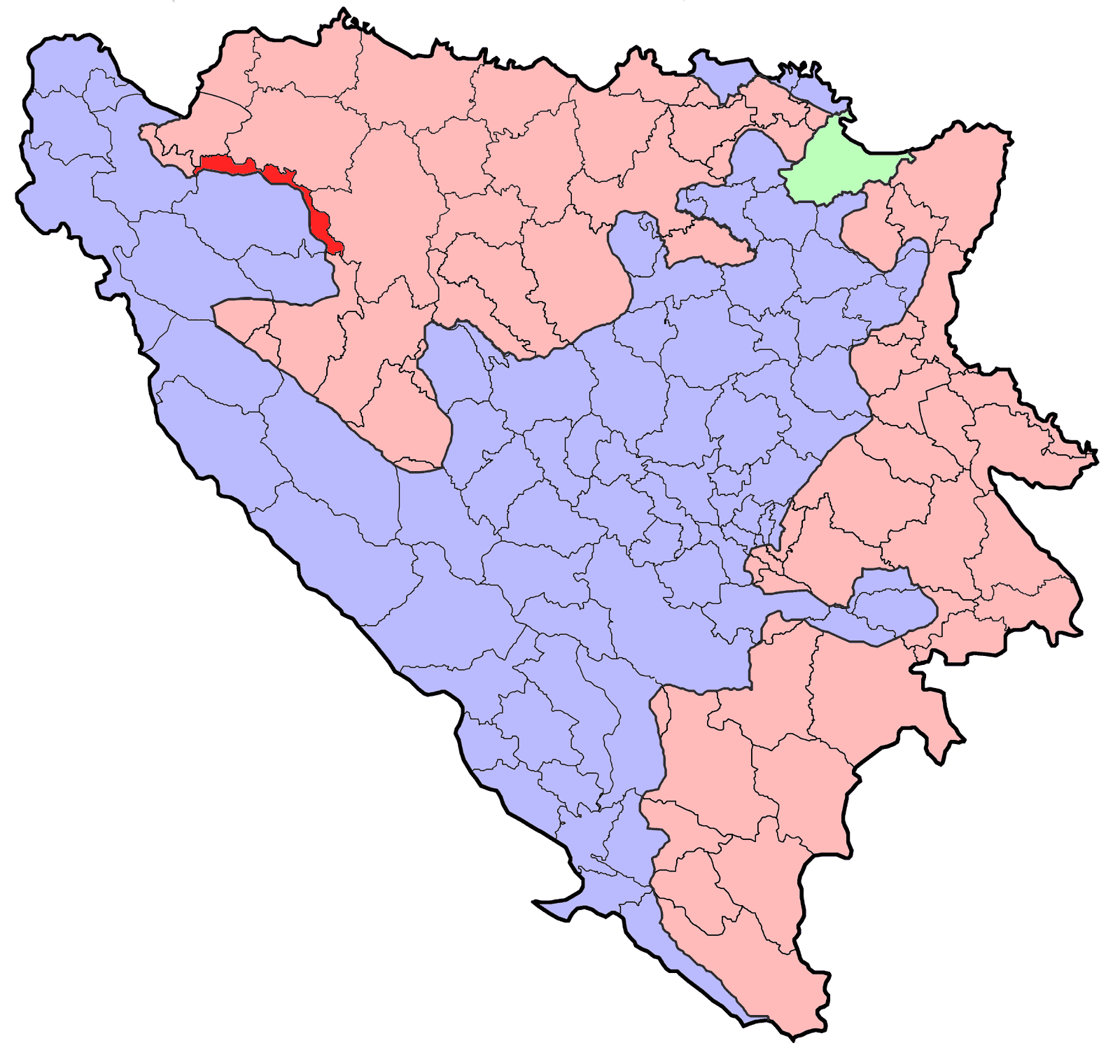
Localisation de la municipalité d'Oštra Luka en Bosnie-Herzégovine

La municipalité d'Oštra Luka compte 24 localités :
| - Batkovci - Budimlić Japra - Donja Kozica - Donja Tramošnja - Duge Njive - Garevica - Gornja Kozica - Gornja Tramošnja - Hadrovci - Halilovci - Hazići - Koprivna | - Marini - Mrkalji - Oštra Luka - Ovanjska - Podvidača - Sasina - Slatina - Stara Rijeka - Škrljevita - Trnova - Usorci - Zenkovići |

## Démographie

### Villeintra muros

#### Évolution historique de la population dans la localitéintra muros
| 1948 | 1953 | 1961 | 1971 | 1981 | 1991 | 2013 |
| ---- | ---- | ---- | ---- | ---- | ---- | ---- |
| -    | -    | 757  | 759  | 867  | 838  | 817  |

|  |

## Politique
À la suite des élections locales de 2012, les 15 sièges de l'assemblée municipale se répartissaient de la manière suivante :
| Parti                                                         | Sièges |
| ------------------------------------------------------------- | ------ |
| Alliance des sociaux-démocrates indépendants (SNSD)           | 4      |
| Alliance démocratique nationale (DNS)                         | 3      |
| Parti démocratique serbe (SDS)                                | 2      |
| Parti démocratique national (NDS)                             | 2      |
| Parti radical serbe de la république serbe de Bosnie (SRS RS) | 1      |
| Parti démocratique (DP)                                       | 1      |
| Parti du progrès démocratique (PDP)                           | 1      |
| Parti progressiste serbe (SNS)                                | 1      |

Dragan Stanar, membre de l'Alliance démocratique nationale (DNS), a été élu maire de la municipalité.